# Benazolin
Benazolin ist eine synthetisch hergestellte chemische Verbindung aus der Gruppe der Thiazolinone (Thiazoline mit einer Ketogruppe) bzw. der Benzothiazolinone. Der farblose, kristalline Feststoff wird vorwiegend als Unkrautbekämpfungsmittel eingesetzt.

## Gewinnung und Darstellung
Benazolin kann durch Reaktion von 2-Chloranilin mit Ammoniumthiocyanat und Chloressigsäureethylester gewonnen werden.

## Eigenschaften
Benazolin ist ein brennbarer farbloser Feststoff, der praktisch unlöslich in Wasser ist. Die Löslichkeit in Wasser bei 20 °C und pH 3 beträgt nur 500 mg·l−1. Der pKS-Wert der Carbonsäure wird – je nach Quelle – mit 3,04 oder 3,6 angegeben.

## Verwendung
Benazolin ist ein Herbizid, das als Xenobiotikum in Böden vorkommt. Die Wirkung beruht auf der Hemmung des Auxin-Transportes. Es ist die Ausgangsverbindung für eine Reihe von Substanzen mit ähnlichen Eigenschaften, wie sein Kaliumsalz, Benazolin-Dimethylammonium und Benazolin-Ethyl.

## Zulassung
Benazolin wurde 2002 nicht in die Liste der in der Europäischen Union zulässigen Pflanzenschutzwirkstoffe aufgenommen. In den Staaten der EU und in der Schweiz sind keine Pflanzenschutzmittel mit diesem Wirkstoff zugelassen.